# Zina Harman
Zina Harman (hebrejsky: זינה הרמן‎, rodným jménem Zina Stern, narozena 28. dubna 1914 – 21. ledna 2013) byla izraelská politička a bývalá poslankyně Knesetu za stranu Ma'arach.

## Biografie
Narodila se ve Londýně ve Velké Británii. Vystudovala na London School of Economics. Roku 1940 přesídlila do dnešního Izraele. Jejím manželem byl Avraham Harman, izraelský velvyslanec v USA. Dcera Na'omi Chazan byla rovněž političkou.

## Politická dráha
V letech 1941–1943 působila jako sociální pracovnice v Jeruzalému. V letech 1943–1949 řídila informační odbor organizace Alija mládeže. V letech 1951–1955 byla členkou izraelské delegace při OSN. V letech 1956–1957 pracovala jako ředitelka odboru technické pomoci v úřadu premiéra a v letech 1957–1959 vedla oddělení mezinárodních organizací při ministerstvu zahraničních věcí. Vydala několik knih na téma vzdělávání a status žen. Vydala také část dopisů Henrietty Szoldové.
V izraelském parlamentu zasedla po volbách v roce 1969, do nichž šla za Ma'arach. Byla členkou výboru pro veřejné služby a výboru pro vzdělávání a kulturu. Ve volbách v roce 1973 mandát neobhájila.